# DR Detektor
 For alternative betydninger, se Detektor.
Detektor var først et radioprogram, derefter et tv-program på DR2. Senere blev det sendt som radioprogram på P1 og som podcast.  . Detektor overvågede og tjekkede fakta og tal mv. i den offentlige debat for at finde ud af, om der var hold i magthaveres, meningsdanneres og mediers påstande.
Det første radioprogram havde premiere 5. januar 2011. Tv-programmet blev sendt fra 18. oktober 2011 til 29. november 2018.  

Vært: Adina Ren 
Radioprogrammet:
- 5. januar 2011 – 25. december 2014: Emil Eusebius Olhoff-Jakobsen
- 4. april 2019 - juni 2021: Camilla Stampe

Tv-programmet:
- 18. oktober 2011 – 29. februar 2016: Thomas Buch-Andersen [2]
- 1. marts 2016 – 31. december 2017: Mette Vibe Utzon [2]
- 1. januar 2018 – 29. november 2018: Camilla Stampe og Kristoffer Eriksen [3]